# Jacob Malkoun
Jacob Malkoun (ur. 26 sierpnia 1995 w Sydney) – australijski zawodnik mieszanych sztuk walki (MMA) wagi średniej. Od 2020 związany z Ultimate Fighting Championship.

## Życiorys
W wieku 16 lat Malkoun zaczął trenować sztuki walki po tym, jak ojciec zaprowadził go do lokalnego klubu bokserskiego. Trenował między innymi z byłym mistrzem UFC w wadze średniej, Robertem Whittakerem. Malkoun jest zwycięzcą ADCC Asia 2019 Trials i złotym medalistą Pan Pacific 2019. Ma także rekord 3-0 jako zawodowy bokser.

## Kariera MMA

### Wczesna kariera
Debiutując w 2017 roku, ustanowił rekord 4-0 na regionalnej scenie australijskiej, wygrywając swój debiut z Camem Rowstonem na gali BRACE 47 przez jednogłośną decyzję. Następnie wygrał swoje kolejne dwie walki przez TKO; przeciwko Ryanowi Heketa na Hex Fight Series 17 i Christophe Van Dijk na Wollongong Wars 7. W swojej ostatniej walce na scenie regionalnej pokonał Sebastiana Temesi na Eternal MMA 48 przez jednogłośną decyzję.

### UFC
Malkoun zadebiutował w oktagonie największej organizacji na świecie 24 października 2020 roku na UFC 254, gdzie zmierzył się przeciwko Philowi Hawesowi. Przegrał walkę przez nokaut w 18 sekund od rozpoczęcia pojedynku. 
17 kwietnia 2021 r. na UFC on ESPN 22 stoczył walkę z pochodzącym z Ghany Abdulem Razakiem Alhassanem. Wygrał walkę jednogłośną decyzją.
12 lutego 2022 r. na UFC 271 zmierzył się z AJ Dobsonem. Wygrał walkę jednogłośną decyzją.
11 czerwca 2022 roku na UFC 275 zmierzył się z Brendanem Allenem. Przegrał walkę jednogłośną decyzją.
15 października 2022 r. na UFC Fight Night 212 stoczył walkę z Nickiem Maximovem. Wygrał przez jednogłośną decyzję sędziowską.
Oczekiwano, że 23 września 2023 na gali UFC Fight Night 228 zmierzy się z niepokonanym Aliaszabem Hizriewem, jednak Rosjanin wycofał się z wydarzenia z niewyjaśnionych powodów i został zastąpiony przez Roberta Bryczka. Bryczek, który w późniejszym czasie również wycofał się z pojedynku został zastąpiony przez Amerykanina, Cody’ego Brundage’a. Pod koniec pierwszej rundy Malkoun został zdyskwalifikowany z powodu nielegalnego ciosu w tył głowy, po którym Brundage nie był w stanie kontynuować walki.
30 marca 2024 roku na UFC on ESPN 54 zawalczył z Andre Petroskim. Zwyciężył przez techniczny nokaut w drugiej rundzie.

## Osiągnięcia

### Grappling
- 2019: ADCC Submission Fighting World Championships 2009 - 1. miejsce w kategorii 99 kg (Tokio)[5]